# Иванковское сельское поселение (Ивановская область)
Ива́нковское сельское поселение — муниципальное образование в восточной части Фурмановского муниципального района Ивановской области с центром в деревне Иванково.

## История
Иванковское сельское поселение образовано 25 февраля 2005 года в соответствии с Законом Ивановской области № 51-ОЗ.

## Население
| 2002  | 2010  | 2011  | 2012  | 2013  | 2014  | 2015  |
| ----- | ----- | ----- | ----- | ----- | ----- | ----- |
| 2000  | ↘1787 | ↘1778 | ↘1767 | ↗1787 | ↗1791 | ↘1743 |
| 2016  | 2017  | 2018  | 2019  | 2020  | 2021  |       |
| ↗1745 | ↘1728 | ↘1696 | ↘1686 | ↘1655 | ↘1498 |       |

## Состав сельского поселения
| №  | Населённый пункт | Тип населённого пункта          | Население |
| -- | ---------------- | ------------------------------- | --------- |
| 1  | Аброниха         | деревня                         | 0         |
| 2  | Белькашево       | деревня                         | 8         |
| 3  | Василево         | деревня                         | 0         |
| 4  | Вондога          | деревня                         | 40        |
| 5  | Выгузово         | деревня                         | 0         |
| 6  | Высоково         | деревня                         | 0         |
| 7  | Головино         | деревня                         | 0         |
| 8  | Домовицы         | село                            | ↘27       |
| 9  | Ермолино         | село                            | ↗41       |
| 10 | Захарьино        | деревня                         | 66        |
| 11 | Иванково         | деревня, административный центр | ↘742      |
| 12 | Игнатовское      | село                            | ↘21       |
| 13 | Калинино         | деревня                         | 22        |
| 14 | Каризино         | деревня                         | 5         |
| 15 | Котово           | деревня                         | 170       |
| 16 | Лемятиха         | деревня                         | 0         |
| 17 | Максимовка       | деревня                         | 17        |
| 18 | Никульское       | деревня                         | 47        |
| 19 | Олюково          | деревня                         | 10        |
| 20 | Панино           | деревня                         | 3         |
| 21 | Погост           | село                            | ↘225      |
| 22 | Попадинки        | деревня                         | 3         |
| 23 | Попадино         | деревня                         | 0         |
| 24 | Приволье         | деревня                         | 24        |
| 25 | Реньково         | деревня                         | 64        |
| 26 | Сафроново        | деревня                         | 3         |
| 27 | Снетиново        | деревня                         | 186       |
| 28 | Спас-Нозыга      | село                            | →0        |
| 29 | Старостино       | деревня                         | 14        |
| 30 | Фоминское        | деревня                         | 33        |
| 31 | Хлябово          | деревня                         | 0         |
| 32 | Шухомош          | село                            | ↗16       |

## Инфраструктура
В поселении имеет 2 общеобразовательные школы, 4 сельских дома культуры, 4 библиотеки, 2 отделения связи.
На территории поселения расположены две пассажирских платформы железнодорожной линии Иваново - Кинешма: 344 км (недалеко от деревень Панино и Никульское) и Игнатьевская (деревня Вондога)
Деревня Иванково газифицирована.